# ジーエルサイエンス
ジーエルサイエンス株式会社（英: GL Sciences Inc.）は、東京都新宿区に本社を置く、分析機器及び分析関連消耗品の製造、販売を行うメーカーである。旧社名はガスクロ工業。
同社の永久スローガンは「道は一つ、共に進もう」である。

## 概要
環境、食品、化粧品、医薬品など様々な分野の分析で使用されているガスクロマトグラフ・液体クロマトグラフの関連装置・消耗品の製造・販売を行う。
クロマトグラフィー業界の総合技術企業。クロマトグラフィーに係る製品の企画・開発から製造・販売・メンテナンスまで自社で一貫した提供システムを行っている。
ジーエルサイエンスグループの社員は『創立の根本精神及経営理念』を基とし、真に社会性のある企業への成長をめざし、「社会に対し社会性を十分発揮してその存在価値を高め、社員個々の幸福を勝ち取り、企業の維持、発展をならしめ、そこから得られた技術や利益を株主、社員、社会に公正に分配する」ことを基本理念とし、創立以来の永久スローガンである【道は一つ、共に進もう】を合言葉に行動している。

## 事業分野
- ガスクロマトグラフィー関連の装置／消耗品／カラム
- 液体クロマトグラフィー関連の装置／消耗品／カラム
- システムGC・特殊装置
- 分析前処理用装置
- 固相抽出関連製品
- 溶媒回収装置
- 配管工事
- 分光光度計セル
- バイアル
- シリンジ
- 医薬・バイオ関連の消耗品／ロボット／消耗品

## 沿革
- 1968年 - ガスクロマトグラフ用のカラム充填剤及び消耗部品の製造・販売を目的として、東京都新宿区柏木にガスクロ工業株式会社設立。
- 1971年 - 所沢工場を新築し、本社工場より移転。
- 1975年 - 武蔵工場（埼玉県入間市）を新築し、所沢工場より移転。
- 1980年 - 東京都新宿区西新宿に本社社屋落成、柏木より本社移転。
- 1986年 - 福島工場（第1期）を新築し、武蔵工場の一部を移転。
- 1989年 - 福島工場（第2期）を新築し、武蔵工場の一部を移転。
- 1990年 - 西新宿六丁目再開発事業のため、本社を新宿区歌舞伎町に仮移転。
- 1990年 - 商号をジーエルサイエンス株式会社に変更。
- 1991年 - 福島工場（第3期）を新築し、武蔵工場の一部を移転。
- 1994年 - 新宿スクエアタワー30階に本社移転。
- 1995年 - 店頭上場。
- 1996年 - 福島工場（第4期）増設。
- 1996年 - エイアイテクノロジー社を買収し、非接触ICカード事業に参入。
- 2002年 - 福島工場（第5期）増設。
- 2005年 - 東証2部上場。
- 2005年 - 福島工場（第6期）増設。
- 2007年 - 島津(香港)有限公司と共同で、分析機器用消耗品・前処理装置の販売合弁会社　島津技迩(上海)商貿有限公司を上海に設立。
- 2013年 - 自動認識事業本部（旧非接触ID事業本部）を分社化し、子会社ジーエルソリューションズ株式会社を設立。
- 2024年 - 9月27日に東京証券取引所スタンダード市場上場廃止。10月1日にテクノクオーツと共に共同株式移転で設立されたジーエルテクノホールディングスの完全子会社となる[1]。

## 事業拠点
- 本社（東京都新宿区）
  - 東京営業部

### 支店
- 大阪支店（大阪市中央区）
- 横浜支店（横浜市緑区）

### 営業所
- 東北営業所（福島県福島市）
- 筑波営業所（茨城県つくば市）
- 千葉営業所（千葉市中央区）
- 北関東営業所（さいたま市北区）
- 名古屋営業所（名古屋市東区）
- 広島営業所（広島市中区）
- 九州営業所（福岡市中央区）

### 工場・研究所
- 福島工場（福島県福島市）
- 総合技術本部（埼玉県入間市）

## 社長
| 代数  | 氏名              | 在任期間        | 出身地 |
| ----- | ----------------- | --------------- | ------ |
| 初代  | 森 憲司（創業者） | 1968年 - 2010年 | 大分県 |
| 第2代 | 外丸 勝彦         | 2010年 - 2015年 | 東京都 |
| 第3代 | 長見 善博         | 2015年 -        | 山口県 |

## 関連会社
- 株式会社グロース
- GL Sciences B.V.（オランダ）
- GL Sciences, Inc. USA （アメリカ）
- 技尔（上海）商贸有限公司